# Serrat de Rames
El Serrat de Rames és un serrat del terme municipal de Tremp, antigament del de Sapeira, de l'Alta Ribagorça, però unit administrativament al Pallars Jussà.
Aquest serrat puja de sud-oest a nord-est just al nord-est del poble de Tercui. A ponent enllaça amb el Serrat de Puig Forniga. És la carena que separa la vall del barranc del Solà, de Tercui, de la vall del barranc d'Espills.